# تامیلاراسان
تامیلاراسان (انگلیسی: Tamilarasan) فیلم اکشن هندی تامیل-زبان، تولید سال ۲۰۲۳ است که نویسندگی و کارگردانی آن را بابو یوگسواران (Babu Yogeswaran) بر عهده داشته‌است. بازیگران اصلی فیلم سورش گوپی، سنو سود و سنگیتا کریش هستند. موسیقی فیلم توسط ایلاییاراجا ساخته شد. این فیلم متأثر از فیلم جان کیو به کارگردانی نیک کاساوتیس می‌باشد. فیلم نقدهای مختلفی را از سوی منتقدان دریافت کرد.